# Slovenské železnice
Slovenské železnice, kurz SŽ  (deutsch wörtlich: Slowakische Eisenbahnen) war die Staatsbahn der Ersten Slowakischen Republik  in den Jahren 1939 bis 1945. Sie entstand nach der Auflösung der Tschechoslowakei im Jahre 1939 und der daraus folgenden Aufteilung der Tschechoslowakischen Staatsbahnen (ČSD). Organisatorisch unterstand sie dem Ministerium für Verkehr und Öffentliche Arbeit in Bratislava.

## Geschichte
Die größte Aufgabe der neu entstandenen Staatsbahn war, Verbindungen zu jenen Gebieten, die durch Grenzziehungen (Erster Wiener Schiedsspruch, Slowakisch-Ungarischer Krieg) nur über ausländisches Territorium zu erreichen waren, herzustellen. Dies betraf insbesondere die wieder zu Ungarn gehörenden Gebiete, da die großen Eisenbahnknoten wie Lučenec, Košice oder Michaľany nun außerhalb Slowakei lagen. Der Bau von sieben Strecken wurde begonnen, zwei wurden von der SŽ vollständig fertiggestellt.
| Streckenprojekte                 | Streckenprojekte | Streckenprojekte  | Streckenprojekte                                               |
| Strecke                          | Baubeginn        | Eröffnung         | Anmerkungen                                                    |
| -------------------------------- | ---------------- | ----------------- | -------------------------------------------------------------- |
| Tomášovce–Veľká Ves              | 1939             | 18. Februar 1940  | Umgehungsbahn am Knoten Lučenec für Bahnstrecke Lučenec–Utekáč |
| Strážske–Kapušany pri Prešove    | 1940             | 5. September 1943 |                                                                |
| Slavošovce–Lubeník               | 1940             | -                 | Teil der sog. Gemerer Verbindungsbahnen, nicht fertiggestellt  |
| Revúca–Tisovec                   | 1940             | -                 | Teil der sog. Gemerer Verbindungsbahnen, nicht fertiggestellt  |
| Plavecký Mikuláš–Jablonica       | 1943             | -                 | teilweise fertiggestellt, 1949 wurde der Bau eingestellt       |
| Podolínec−Orlov                  | 1943             | 1966              | von den ČSD fertiggestellt                                     |
| Hronská Dúbrava–Banská Štiavnica | 1943             | 1949              | Umbau der Schmalspurbahn                                       |

Daneben wurde auch die Gebirgsbahn von Banská Bystrica nach Dolná Štubňa 1940 fertiggestellt, deren Bau schon in der Tschechoslowakei begann.
Neben den Neubauprojekten wurde auf einigen Strecken auch ein zweigleisiger Ausbau begonnen. Bis zum Ende des Slowakischen Staates wurde der Ausbau auf der Strecke Bratislava-Rača–Leopoldov abgeschlossen, die an die bereits zweigleisige Hauptbahn nach Žilina anschloss. Fertiggestellt wurde auch die Strecke von Važec bis Poprad-Tatry.
Der Güterverkehr war insbesondere seit dem Beginn des Zweiten Weltkriegs recht intensiv. Etwa 70 % der Exportgüter wurden von und nach Deutschland transportiert. Ab 1942 transportierte die SŽ auch slowakische Juden in die deutschen Vernichtungslager.
Am 9. Mai 1945 wurde die SŽ formal in die wiederbegründeten ČSD rückgegliedert.